# Euxoa siccata
Euxoa siccata är en fjärilsart som beskrevs av Smith 1893. Euxoa siccata ingår i släktet Euxoa och familjen nattflyn. Inga underarter finns listade i Catalogue of Life.

## Bildgalleri

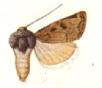